# Transmissie (straling)

Reflectie op ongecoat glas
I = intensiteit invallende bundel,
R = reflectiecoëfficiënt,
T = transmissiecoëfficiënt,
n = brekingsindex;
subscripten: 0 = lucht, S = substraat

Transmissie van robijn in het optische gebied. De smalle absorptieband bij 694 nm is de golflengte van de robijnlaser.

Onder transmissie (van Latijn trans (door) en mittere (zenden)) wordt in de natuurkunde verstaan de doorlaatbaarheid van een medium voor golven, zoals licht, geluidsgolven of elektromagnetische golven.
Wanneer een golf zich door medium 1 (bijvoorbeeld lucht) voortplant en vervolgens op een laag van medium 2 met eindige dikte (zoals een lens of een wand) valt, dan wordt de golf, afhankelijk van de materiaaleigenschappen van medium 2, voor een deel gereflecteerd. De rest wordt doorgelaten, maar zal bij doorgang door het materiaal gedeeltelijk worden geabsorbeerd. De rest wordt aan de andere kant van medium 2 weer voor een deel gereflecteerd en voor de rest doorgelaten.

## Transmissie
De transmissie τ is gedefinieerd als de verhouding tussen de intensiteit I van aan de achterzijde uittredende golf en de intensiteit I0  van de aan de voorzijde invallende golf:
{\displaystyle \tau ={\frac {I}{I_{0}}}}
De transmissie is dus een maat voor de doorgelaten intensiteit; de waarde ligt tussen 0 en 1 (of tussen 0% en 100%)
Op soortgelijke wijze is de reflectie gedefinieerd als de verhouding tussen de intensiteit R van aan gereflecteerde golf en de intensiteit I0  van de invallende golf:
{\displaystyle \rho ={\frac {R}{I_{0}}}}
Als verder S het intensiteitsverlies in het materiaal (door absorptie en/of geleiding) is, dan geldt op grond van de wet van behoud van energie:
{\displaystyle I_{0}=R+T+S}
Stelt men
{\displaystyle \sigma ={\frac {S}{I_{0}}}}
dan wordt
{\displaystyle \rho +\tau +\sigma ={\frac {R+T+S}{I_{0}}}={\frac {I_{0}}{I_{0}}}=1}
In het algemeen hangt de transmissie af van de golflengte, dus van de frequentie, van de golf, en van de invalshoek van de golf.
Daar de dikte van het medium ook een rol speelt voor de mate van transmissie, wordt in de techniek veel gewerkt met de transmissiecoëfficiënt, die gedefinieerd is als de transmissie per lengte-eenheid.

## Akoestiek
In de akoestiek beschrijft de transmissie in welke mate een onderdeel, of de grenslaag tussen twee geluid doorlatende onderdelen of media, het geluid dempt. Veelal wordt deze demping opgegeven als
{\displaystyle R=10\lg {\frac {1}{\tau }}\mathrm {dB} =-10\lg \tau \;\mathrm {dB} =10\lg {\frac {I_{0}}{I}}\;\mathrm {dB} }

## Optica
In de optica beschrijft de transmissie het gedeelte van de invallende stralingsflux of lichtstroom, dat een transparant onderdeel geheel doordringt. Daarnaast wordt ook de reciproque waarde van de transmissie, de opaciteit gebruikt, alsmede de logaritme daarvan, de extinctie.